# Chillicothe (Illinois)
Pour les articles homonymes, voir Chillicothe.
La ville de Chillicothe est située dans le comté de Peoria, dans l’État de l'Illinois, aux États-Unis. Elle est incorporée le 23 juin 1873,. Lors du recensement de 2010, elle comptait 6 097 habitants.

## Sources
- (en) Cet article est partiellement ou en totalité issu de l’article de Wikipédia en anglais intitulé « Chillicothe, Illinois » (voir la liste des auteurs).